# Ani
Ani, arm. Անի, je uništeni srednjovjekovni armenski grad smješten u turskoj pokrajini Kars, u blizini granice s Armenijom. Između 961. i 1045. d. bio je glavnim gradom Bargatidskog armenskog kraljevstva, koja se prostirala područjem današnje Armenije i istočne Turske. Nazvan kao "Grad 1001 crkve", bio je smješten na raskrižju trgovačkih ruta, a njegovi sakralni objekti, palače i utvrde bili su među najviše tehnički i umjetnički unaprijeđeni u svijetu. U svom vrhuncu, Ani je imao 100.000 stanovnika
Odavno poznat po svojoj veličanstvenosti i ljepoti, napali su ga Mongoli 1236. godine, a uništio ga je i potres 1319. godine. Zbog toga je populacija naglo opala, da bio do 17. stoljeća bio potpuno zaboravljen. Za Armence je Ani nacionalno, vjersko i kulturno naslijeđe, jedan od najvidljivijih "materijalnih" simbola velikog armenskog kraljevstva, kojim se oni izuzetno ponose. 

## Svjetska baština
Ovaj srednjovjekovni grad kombinira stambene, vjerske i vojne građevine karakteristične za srednjovjekovni urbanizam koje su izgrađene tijekom stoljeća kršćanskih i muslimanskih dinastija. Najveći procvat je doživio u 10. i 11. stoljeću kada je postao glavni grad srednjovjekovnog Armenskog Kraljevstva dinastije Bagratida i profitirao od kontrole jedne grane puta svile. Kasnije, pod bizantskim, seldžuskom i gruzijski suverenitetom, ona održava svoj status kao važno raskrižje trgovačkih karavana. Mongolska invazija i razorni potres 1319. godine označili su početak njegova pada. 
God. 2016. Ani je upisan na UNESCO-ov popis mjesta svjetske baštine u Aziji kao „sveobuhvatan pregled razvoja srednjovjekovne arhitekture kroz primjere gotovo svih različitih arhitektonskih inovacija u regiji između 7. i 13. stoljeća”.
- Gospina katedrala (Surp Asdvadzadzin) u Aniju
- Zidine Anija
- Crkva Krista Otkupitelja (Surb Prkich)
- Crkva sv. Jurja Iluminatora
- Manuchihrova džamija